# Batjovo

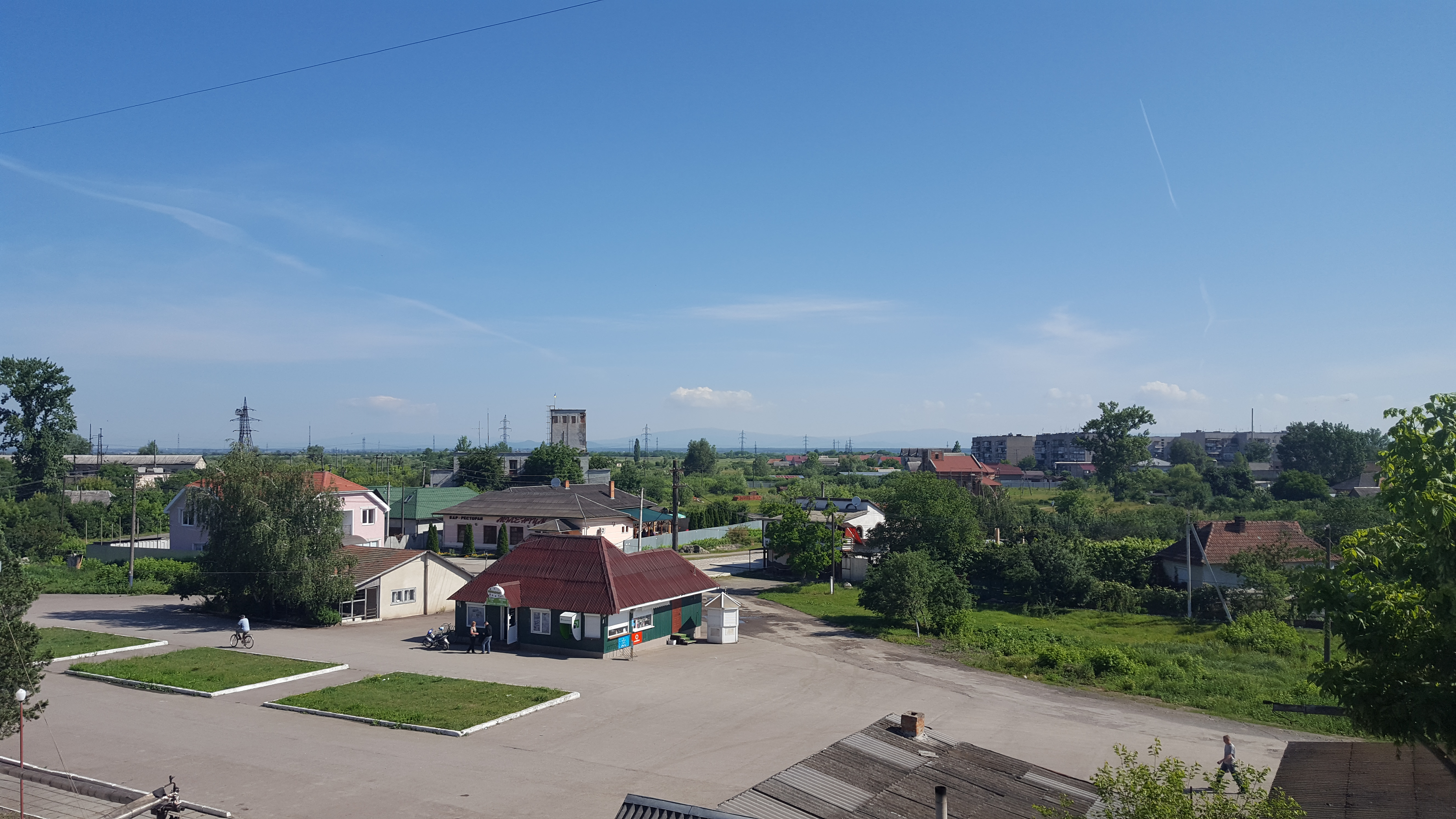
Hoofdplein

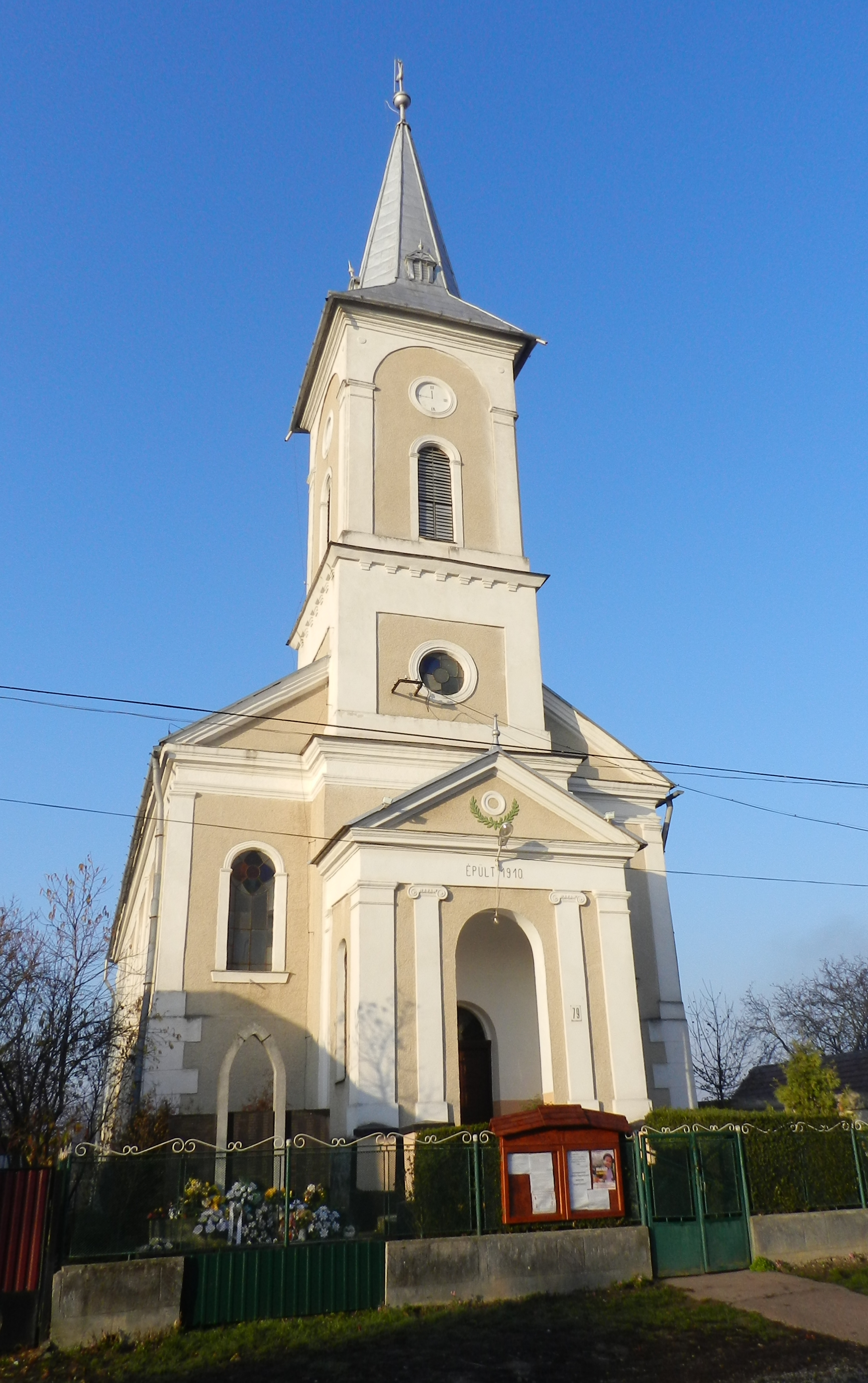
Kerk van Batjovo

Batjovo (Oekraïens: Батьово, Hongaars: Bátyú) is een gemeente en stedelijke kern in Oekraïne in de oblast Transkarpatië in de rajon Berehove. De gemeente had in 2001 in totaal 12 687 inwoners, daarvan waren er 7 773 (61,3%) behorend tot de Hongaarse minderheid in Oekraïne.
Voor 2020 bestond de gemeente alleen uit de stad en waren de Hongaren ook in de meerderheid (64,64%).
Na de verkiezingen van 25 oktober 2020 is de gemeente uitgebreid met de volgende gemeenten:
- Batrad (inclusief Horonhlab)
- Serne, Серне (inclusief Barkasove)
- Svoboda (Badiv, Bakosj, Danilivka)

De gemeente bestaat sinds 2020 naast de stad Batjovo uit de volgende kernen:
| Naam                      | Naam      | Naam                  | Naam                 | Naam            | Naam       |
| Oekraïens getranscribeerd | Oekraïens | Russisch              | Slowaaks             | Hongaars        | Nederlands |
| ------------------------- | --------- | --------------------- | -------------------- | --------------- | ---------- |
| Badiv                     | Бадів     | Бадов (Badov)         | Badov                | Badótanya       | -          |
| Bakosj                    | Бакош     | Бакош                 | Bakoš                | (Kis-)Bakos     | -          |
| Barkasove                 | Баркасово | Баркасово             | Barkasovo            | Barkaszó        | -          |
| Batrad                    | Батрадь   | Бовтрадь              | Batrad               | Bótrágy         | -          |
| Danylivka                 | Данилівка | Даниловка (Danilovka) | -                    | -               | -          |
| Horonlab                  | Горонглаб | Горноглаб (Goronglab) | Harangláb            | (Kis-)Harangláb | -          |
| Serne                     | Серне     | Серное (Sernoje)      | Serňe, Černé         | Szernye         | -          |
| Svoboda                   | Свобода   | Свобода               | Svoboda, Veľký Bakoš | Nagybakos       | -          |

## Bevolkingssamenstelling gemeente
Gebaseerd op de data van de volkstelling van 2001:
- Batjovo - 3029 inwoners; 1.894 Hongaren (62,53%)
- Badiv - 549 inwoners; 4 Hongaren (0,73%)
- Bakosj - 988 inwoners; 496 Hongaren (50,20%)
- Barkasovo - 2233 inwoners; 1.452 Hongaren (65,02%)
- Danilovka - 493 inwoners; 17 Hongaren (3,48%)
- Horonlab - 774 inwoners; 632 Hongaren (81,65%)
- Serne - 1980 inwoners; 1.690 Hongaren (85,35%)
- Svoboda - 853 inwoners; 284 Hongaren (33,29%)

In totaal had de gemeente 10.899 inwoners waarvan 6469 Hongaren (59,3%).